# Museum zur Farb

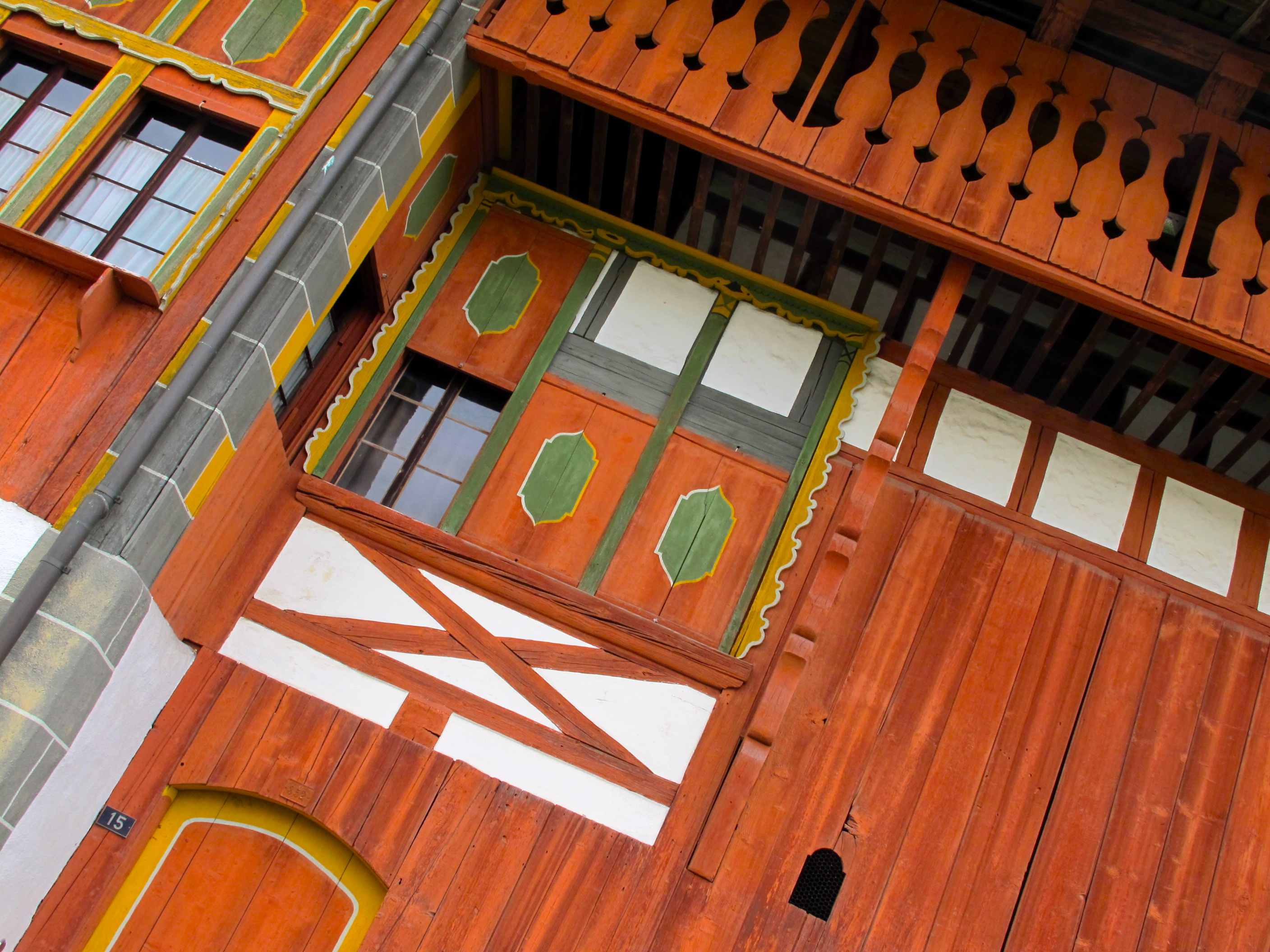
Eingang zum Haus zur Farb, Ortsmuseum Stäfa

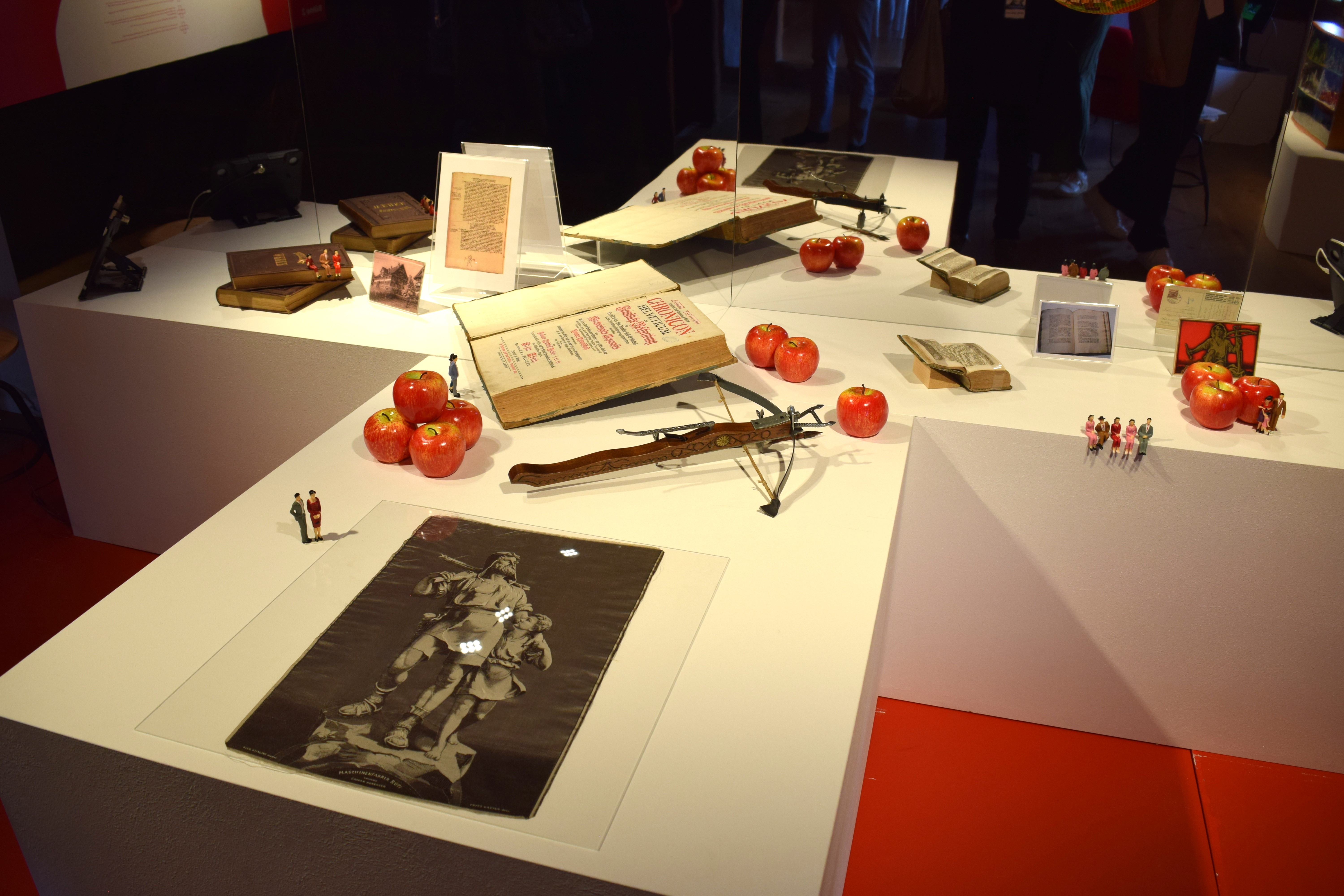
Installation in der Sonderausstellung «Goethe in Stäfa» (2023) im Museum zur Farb in Stäfa.

Das Museum zur Farb in Stäfa, Kanton Zürich, ist eine Gedächtnisinstitution mit einem öffentlichen Auftrag zur Sammlung, Dokumentation und Erforschung von lokalem Kulturerbe. Ziel des Museums ist es, die lokale und regionale Geschichte Stäfas erlebbar zu machen.
Das Museum zur Farb befindet sich im Stäfner Ortsteil Dorf und ist im «Haus zur Farb», einem historischen Gebäude aus dem mittleren 15. Jahrhundert untergebracht. Das Haus wurde 1944 von der Lesegesellschaft Stäfa erworben und ist heute auch Sitz des Vereins.
Gesammelt werden Objekte, die die lokale und regionale Geschichte dokumentieren. Das Museum zur Farb beherbergt eine Archivaliensammlung und ist ausserdem im Besitz einer grösstenteils aus dem 19. Jahrhundert stammenden Sammlung von Krippen und Fatschenkindern. Es dokumentiert historische Ereignisse wie den Aufstand der Stäfner gegen die Stadt Zürich von 1794/95 (Stäfner Memorial und Stäfnerhandel) und einstiges Handwerk, das im Haus betrieben wurde. Die grossteils originale Inneneinrichtung veranschaulicht das alltägliche Leben in einem Stäfner Haushalt des 18. und 19. Jahrhunderts.
Nebst der Dauerausstellung führt das Museum regelmässig Sonderausstellungen und Veranstaltungen zu unterschiedlichen historischen Themen durch, die mit der Geschichte und Entwicklung von Stäfa zusammenhängen. Dazu gehörten zuletzt «Die Geschichte der Seidenfabriken» (2020/21), «Die Heilige Verena – Ein Mythos mit Geschichte und Zukunft» (2022), «Goethe in Stäfa» (2023) und «Mensch und Computer» (2024).
Geleitet wird das Museum zur Farb von einem angestellten professionellen Kurator. Die strategische Führung obliegt einer ehrenamtlich tätigen Museumskommission. Ein Team aus Freiwilligen regelt den Betrieb während der Öffnungszeiten und organisiert die Bewirtung der Besucher im Museumscafé. Finanziert wird das Museum (der Besuch der Ausstellungen ist kostenlos) hauptsächlich durch einen jährlichen Betriebsbeitrag der Gemeinde Stäfa.